# Похититель трупов
«Похититель трупов» (англ. The Body Snatcher) — рассказ Р. Л. Стивенсона, опубликованный в декабре 1884 году в лондонском издании Pall Mall Christmas Extra.
Сюжет рассказа навеян историей эдинбургского анатома Роберта Нокса и анатомических убийств, совершённых Бёрком и Хэром в 1820-е гг. При этом рассказ называется иногда источником недоразумений, связанных с восприятием Бёрка и Хэра, поскольку они, в отличие от героев рассказа, не занимались кражей трупов из могил. Написание рассказа связано и с семейной историей Стивенсона, дядя которого учился у Нокса.

## Сюжет
Четверо знакомых каждый вечер проводят в зале гостиницы «Джордж». Один из них — пожилой вечно пьяный шотландец Феттс, по-видимому, в прошлом врач. Однажды к заболевшему помещику в гостиницу приглашают известного лондонского врача Уолфа Макферлена, при упоминании которого Феттс приходит в беспокойство. Он поджидает врача у двери и, когда тот выходит, неприязненно говорит с ним, спрашивая в конце, видел ли опять Макферлен «его». Макферлен поспешно уезжает, и видевшие эту сцену теряются в догадках по поводу того, что же связывало этих людей в прошлом. Затем рассказчик описывает события прошлого, которые ему удалось разузнать.
Феттс учился медицине в Эдинбурге, и как подающий надежды студент вскоре стал ассистентом профессора К. Профессор часто проводил вскрытия на лекциях, поэтому ему регулярно требовались новые трупы. Феттс стал заведовать приёмом трупов в анатомическом театре — трупы обычно привозили по ночам люди, похожие на злодеев, которым за каждое тело полагалось вознаграждение, однако профессор К не приветствовал выяснение того, откуда берутся тела. Ещё одним ассистентом профессора был другой студент, Макферлен. Однажды Феттс узнал в новом трупе знакомую девушку и понял, что скорее всего трупы — это убитые люди. Он делится сомнениями с Макферленом, но тот убеждает его делать вид, что всё в порядке.
Однажды вечером Феттс застаёт в таверне Макферлена с его знакомым Греем, неприятным человеком, который грубо обращается с Макферленом и имеет над ним какую-то власть. Той же ночью Макферлен доставляет в анатомический театр труп Грея, и Феттс понимает, что Макферлен убил его. Придя в ужас, Феттс хочет отстраниться от истории с трупами, однако Макферлен говорит ему, что уже поздно, и что любое признание доставит проблемы как профессору К, так и Макферлену и самому Феттсу. Он призывает Феттса быть не «ягнёнком», а «львом».
Когда трупы в очередной раз подходят к концу, Макферлен и Феттс решают поехать ночью на старое кладбище и выкопать только что захороненную женщину, привезя её тело в диссекционную. Они так и делают, и на повозке отправляются назад. Труп лежит между ними, наваливаясь то на одного, то на другого. Придя в беспокойство, юноши решают ещё раз взглянуть на тело, которое они положили в мешок. Но вместо вырытого трупа они обнаруживают в мешке «труп мёртвого и давно изрезанного на куски Грея», от которого они, как они считали, уже давно избавились. От ужаса оба они вываливаются из повозки с трупом, которую лошади увозят дальше.

## Экранизация
В 1945 году американский режиссёр Роберт Уайз поставил по мотивам рассказа Стивенсона фильм ужасов «Похититель тел». Главные роли исполнили Бела Лугоши и Борис Карлофф.